# Philippe Dumat
Philippe Dumat (4 de marzo de 1925 – 11 de enero de 2006) fue un actor teatral, cinematográfico y televisivo de nacionalidad francesa. Gran personaje del doblaje francés, es conocido por dar voz a Alec Guinness en su papel de Obi-Wan Kenobi en la primera trilogía de Star Wars, así como a personajes de dibujos animados, entre los cuales figuran Pierre Nodoyuna, Gargamel o Scrooge McDuck.

## Biografía
Nacido en Neuilly-sur-Seine, Francia, Philippe Dumat inició su carrera de actor en 1943 en París, actuando después en provincias.
En 1956, formó parte del grupo de actores Les Branquignols, de Robert Dhéry, actuando junto a Colette Brosset, Jacques Legras, Pierre Tornade (y ocasionalmente Louis de Funès), participando en las piezas Pommes à l'anglaise y La Plume de ma tante.
Desde 1967 a 1997, interpretó a todo tipo de personajes en piezas radiofónicas emitidas por la francófona Radio Nederland de Holanda.
Dumat también trabajó en una docena de piezas teatrales rodadas para la televisión en el programa Au théâtre ce soir, además de hacer numerosos pequeños papeles cinematográficos.
Casado con la actriz Nicole Vervil, ésta le dio a conocer el doblaje a finales de los años 1950. Se convirtió con rapidez en una « estrella » de la especialidad, prestando su voz a numerosas producciones de dibujos animados, como El escuadrón diabólico, Les Schtroumpfs, Robin Hood, The Rescuers o Patoaventuras, trabajando también en el doblaje de numerosos actores de renombre. Desde abril de 2001 hasta su muerte, fue la voz de la emisora de radio Rire et Chansons.
Philippe Dumat falleció en Saint-Cloud, Francia, en el año 2006.

## Teatro
- 1946 : La Route des Indes, de Jacques Deval a partir de Ronald Harwood, Théâtre des Ambassadeurs
- 1953 : La pequeña cabaña, de André Roussin, escenografía del autor, Théâtre des Célestins
- 1954 : Souviens-toi mon amour, de André Birabeau, escenografía de Pierre Dux, Théâtre Édouard VII
- 1955 : Testigo de cargo, de Agatha Christie, escenografía de Pierre Valde, Théâtre Édouard-VII
- 1958 : Pommes à l'anglaise, de Robert Dhéry, Colette Brosset, música de Gérard Calvi, Théâtre de Paris
- 1958-1959 : L'Enfant du dimanche, de Pierre Brasseur, escenografía de Pierre Valde, Théâtre Édouard-VII y Théâtre de Paris
- 1960 : Impasse de la fidélité, de Alexandre Breffort, escenografía de Jean-Pierre Grenier, Théâtre des Ambassadeurs
- 1960 : La Voleuse de Londres, de Georges Neveux, escenografía de Raymond Gérôme, Théâtre du Gymnase Marie Bell
- 1962 : Bichon, de Jean de Létraz, escenografía de Jean Meyer, Théâtre Édouard-VII
- 1964 : Le Troisième Témoin, de Dominique Nohain, escenografía del autor, Teatro del Ambigu-Comique
- 1966 : La extraña pareja, de Neil Simon, escenografía de Pierre Mondy, Théâtre de la Renaissance
- 1966 : Vacances pour Jessica, de Carolyn Green, escenografía de Edmond Tamiz, Théâtre Antoine
- 1970 : SOS homme seul, de Jacques Vilfrid, escenografía de Michel Vocoret, Théâtre des Célestins
- 1971 : La main passe, de Georges Feydeau, escenografía de Pierre Mondy, Théâtre Marigny
- 1972 : La Camisole, de Joe Orton, escenografía de Jacques Mauclair, Théâtre de Paris
- 1976 : No te pases de la raya, cariño, de Marc Camoletti, escenografía del autor, Théâtre Michel
- 1979-1980 : La Bonne Soupe, de Félicien Marceau, escenografía de Jean Meyer, Théâtre des Célestins y Théâtre Marigny
- 1979 : La vuelta al mundo en ochenta días, de Pavel Kohout a partir de Jules Verne, escenografía de Jacques Rosny, Théâtre des Célestins

## Filmografía

### Cine
- 1957 : Reproduction interdite, de Gilles Grangier
- 1959 : Archimède le clochard, de Gilles Grangier
- 1959 : Les Livreurs, de Jean Girault
- 1959 : La Bête à l'affût, de Pierre Chenal
- 1960 : La evasión, de Jacques Becker
- 1961 : L'imprevisto, de Alberto Lattuada
- 1961 : En votre âme et conscience, de Roger Saltel
- 1961 : Les lions sont lâchés, de Henri Verneuil
- 1961 : La Belle Américaine, de Robert Dhéry
- 1962 : La Salamandre d'or, de Maurice Régamey
- 1963 : Les Bricoleurs, de Jean Girault
- 1963 : Pouic-Pouic, de Jean Girault
- 1964 : Los paraguas de Cherburgo, de Jacques Demy
- 1964 : Faites sauter la banque !, de Jean Girault
- 1964 : La Peau douce, de François Truffaut
- 1964 : Jaloux comme un tigre, de Darry Cowl
- 1964 : Les Gorilles, de Jean Girault
- 1968 : Le Petit Baigneur, de Robert Dhéry
- 1969 : L'Américain, de Marcel Bozzuffi
- 1970 : Céleste, de Michel Gast
- 1972 : Le Château, de Eberhard Schröder
- 1973 : Prenez la queue comme tout le monde, de Jean-François Davy
- 1974 : Les Gaspards, de Pierre Tchernia
- 1974 : Q, de Jean-François Davy
- 1974 : ... Et mourir de désir, de Jean Bastia
- 1975 : L'Intrépide, de Jean Girault
- 1976 : L'Année sainte, de Jean Girault
- 1977 : Le mille-pattes fait des claquettes, de Jean Girault
- 1983: Le Voleur de feuilles, de Pierre Trabaud

### Televisión

#### Telefilmes
- 1963 : Skaal
- 1976 : Le Comédien
- 1977 : Ne le dites pas avec des roses
- 1980 : Jean sans Terre
- 1980 : Le Vol d'Icare

#### Series
- 1962 : L'inspecteur Leclerc enquête, episodio Signé Santini
- 1967 : Les Cinq Dernières Minutes, episodio Finir en beauté, de Claude Loursais
- 1969 : Laure
- 1970 : Vive la vie, episodio 15 de la temporada 3
- 1973 : Molière pour rire et pour pleurer, de Marcel Camus
- 1974 : Malaventure, episodio Dans l'intérêt des familles
- 1977 : Banlieue sud-est
- 1977 : Les Cinq Dernières Minutes, episodio Une si jolie petite cure
- 1978 : Gaston Phébus
- 1979 : Histoires insolites, episodio Le Locataire d'en haut
- 1980 : Fantômas, episodio Le Mort qui tue
- 1980 : L'Aéropostale, courrier du ciel

#### Au théâtre ce soir
- 1969 : Une femme ravie, de Louis Verneuil, escenografía de Robert Manuel, dirección de Pierre Sabbagh, Théâtre Marigny
- 1969 : Bichon, de Jean de Létraz, escenografía de Robert Manuel, dirección de Pierre Sabbagh, Théâtre Marigny
- 1970 : L'amour vient en jouant, de Jean Bernard-Luc, escenografía de Michel Roux, dirección de Pierre Sabbagh, Théâtre Marigny
- 1971 : La Collection Dressen, de Harry Kurnitz, adaptación de Marc-Gilbert Sauvajon, escenografía de Jacques-Henry Duval, dirección de Pierre Sabbagh, Théâtre Marigny
- 1972 : La main passe, de Georges Feydeau, escenografía de Pierre Mondy, dirección de Pierre Sabbagh, Théâtre Marigny
- 1972 : L'École des contribuables, de Louis Verneuil y Georges Berr, escenografía de Robert Manuel, dirección de Pierre Sabbagh, Théâtre Marigny
- 1975 : Inspecteur Grey, de André Faltianni y Alfred Gragnon, escenografía de Robert Manuel, dirección de Pierre Sabbagh, Théâtre Édouard VII
- 1976 : Le Monsieur qui a perdu ses clés, de Michel Perrin, escenografía de Robert Manuel, dirección de Pierre Sabbagh, Théâtre Édouard-VII
- 1978 : Le Locataire du troisième sur la cour, de Jerome K. Jerome, escenografía de André Villiers, dirección de Pierre Sabbagh, Théâtre Marigny
- 1978 : Le Nouveau Testament, de Sacha Guitry, escenografía de Robert Manuel, dirección de Pierre Sabbagh, Théâtre Marigny
- 1979 : Le Train pour Venise, de Louis Verneuil y Georges Berr, escenografía de Robert Manuel, dirección de Pierre Sabbagh, Théâtre Marigny
- 1980 : La Maîtresse de bridge, de Louis Verneuil, escenografía de Robert Manuel, dirección de Pierre Sabbagh, Théâtre Marigny
- 1981 : Le Traité d'Auteuil, de Louis Verneuil, escenografía de Robert Manuel, dirección de Pierre Sabbagh, Théâtre Marigny

## Actor de doblaje

### Cine
A lo largo de su trayectoria, Dumat dio voz a los siguientes actores:
Donald Pleasence, Laurence Olivier, Alec Guinness, Charles Durning, Eli Wallach, Robert Hardy, Lionel Jeffries, Keenan Wynn, Terry-Thomas, Roy Kinnear, Lou Jacobi, Sydney Lassick, Geoffrey Keen, Jack Warden, Robert Prosky, John Meillon, Peter Michael Goetz, Robert Brown, James Finlayson, Bernard Gorcey, Nigel Bruce, Howard Marion-Crawford, Arthur Hunnicutt, Guido Martufi, Harold Goodwin, Albert Sharpe, Karl Swenson, Miles Malleson, Vic Morrow, Peter Lorre, John Crawford, Peter Whitsun-Jones, L.Q. Jones, Ronald Adam, Ralf Wolter, José María Caffarel, James Shigeta, Paul Lynde, Hal Lynch, Lloyd Gough, Niall MacGinnis, Ronald Fraser, Jason Wingreen, Sean McClory, Gino Pernice, Royal Dano, Thorley Walters, Alan Gifford, James Stewart, Jiří Voskovec, Nehemiah Persoff, Don Hanmer, Al Lewis, Jesse Hahn, Mac Robbins, Patrick Wayne, Bing Russell, Jack Klugman, Dub Taylor, Lee De Broux, J. Pat O'Malley, Bill Fraser, Shogo Shimada, Andrew Duncan, Lance Percival, Don Rickles, Goffredo Unger, Neil Davis, Denholm Elliott, David Tomlinson, Charles Cioffi, T. P. McKenna, John Bryans, Eduardo Fajardo, Vernon Dobtcheff, Tino Carraro, Ben Johnson, Jack Albertson, Pupo de Luca, Dick Van Patten, William Redfield, John Fielder, Woodrow Chambliss, George Tovey, Franco Angrisano, M. Emmet Walsh, Peter Vaughan, Robert Nichols, Orville Sherman, Norman Bartold, Jacques Herlin, David Carradine, Oscar Beregi Jr., Albert Finney, John Hoyt, Liam Dunn, Carl Gottlieb, Thorley Walters, James Coco, Harry Goz, Peter Cushing, Iggie Wolfington, Mordecai Lawner, Carl Ballantine, Douglas Fowley, 
Marvin Kaplan, Fritz Field, John War Eagle, Paul Bartel, Rod Steiger, Allen Garfield, Frank Ronzio, John Mills, Fernando Rey, Jeff Corey, David Ryall, Hideji Ōtaki, Rodney Dangerfield, Ralph Richardson, Henry Beckman, Howard Morris, Henry Fonda, John Belushi, Alvin Hammer, James Tolkan, Dick McGarvin, E. G. Marshall, Edward Herrmann, Robert Webber, Wilfrid Hyde-White, Michael Medwin, Donald Moffat, Roberts Blossom, Bill Quinn, Ed Herlihy, Michael Sheard, Ian Bannen, Leon Ames, David Sheiner, Dan O'Herlihy, Gene Hackman, Danny DeVito, Harold Bergman, Joseph Maher, Hume Cronyn, C. B. Seay, Robert Vaughn, Vincent Gardenia, Mason Adams, Kenneth McMillan, Max Phipps, Richard Griffiths, John Ashton, David Cale, George Carlin, Tim Conway, Stanley Brock, Stocker Fontelieu, Al Lohman, Steve Allen, Ben Kingsley, Erik Holland, Ed Crowley, Nicolas Chagrin, Peter Mark Richman, Charles Haid, Sunshine Parker, Richard C. Sarafian, Jack Caffrey, 
Terry Wills, Steven Randazzo, Michael Goldie, Tom Skerritt, Roddy McDowall, John Gielgud, Noble Willingham, Jerry Lewis, Alan Young, Don Ameche, Peter Michael Goetz, Ian Abercrombie, Kenneth Walsh, Philip Baker Hall, Bernard Fox, Don Knotts, Hal Holbrook, Timothy West, Barry Corbin y William Johnson.

### Televisión
Dumat también trabajó como actor de voz doblando en diferentes producciones televisivas. Así, dio voz a los siguientes actores: 
Denholm Elliott, Peter Ustinov, Christopher Lee, Don Rickles, Andy Griffith, Orson Bean, Nigel Hawthorne, Charles Durning, Morne Visser, Paul Lynde, John Banner, Pat Buttram, Burgess Meredith, Barry Morse, James Stewart, Normann Burton, Norman Fell, David Doyle, Bruno Kirby, Dick Van Patten, Conrad Bain, Red Buttons, Donald Pleasence, Herbert Fleischmann, Kenji Ushio, Keenan Wynn, Andy Griffith, Ralph Waite, Roger Allford, Alex Diakun, Chuck McCann, Jack Thompson, Richard Briers, Soon-Tek Oh, Peadar Lamb, Oscar Rowland, Philip Bosco, Dom DeLuise, Kenneth Mars, Robert Katims, Hal Holbrook, Wayne Pygram, Stanley Anderson, Patrick Collins y Bill Macy.

### Cine de animación
- 1951 : Alicia en el país de las maravillas
- 1973 : Robin Hood
- 1975 : La Honte de la jungle
- 1977 : The Rescuers
- 1977 : Pete's Dragon
- 1978 : Watership Down
- 1979 : El castillo de Cagliostro
- 1981 : Le Lac des cygnes
- 1983 : La Navidad de Mickey
- 1985 : Astérix y la sorpresa del César
- 1985 : The Black Cauldron
- 1986 : The Great Mouse Detective
- 1988 : Oliver y su pandilla
- 1990 : Ducktales, the Movie: Treasure of the Lost Lamp
- 1991 : The Little Engine That Could
- 1992 : Freddie as F.R.0.7
- 1992 : Once Upon a Forest
- 1992 : Rock-a-Doodle
- 1993 : Les Mille et Une Farces de Pif et Hercule
- 1998 : An American Tail: The Treasure of Manhattan Island
- 1999 : Babar, roi des éléphants
- 2001 : Joseph: King of Dreams
- 2002 : Cinderella II: Dreams Come True
- 2004 : Team America: World Police

### Series televisivas de animación
- 1950-1958 : Casper the Friendly Ghost
- 1954 : La Princesse Grenouille
- 1958 : Bozo le clown
- 1965 : Oh ! Possum
- 1966 : Dino Boy
- 1966 - 1967 : El gordo y el flaco
- 1967 : Sansón y Goliat
- 1969 : Los autos locos
- 1969 - 1972 : Pancho et Rancho
- 1970 : El escuadrón diabólico
- 1970 - 1974 : Dunderklumpen!
- 1970 - 1971 : Harlem Globetrotters
- 1971 : The Three Bears
- 1971 : L'Île au trésor
- 1972 : La Bataille des planètes
- 1973 : Inch High, Private Eye
- 1973 : Motormouse and Autocat
- 1974 : Calimero
- 1974 - 1976 : The Dogfather
- 1975 : Scooby-Doo, Where are You!
- 1976 : Maître du monde
- 1977 : Balour et Balu
- 1978 : UFO Robot Grendizer
- 1978 : Mam'zelle Tom Pouce
- 1978 : Puff, le dragon magique
- 1979 - 1980 : Sport Billy
- 1980 - 1985 : Strawberry Shortcake
- 1980 : Nucléa 3000
- 1980 : La Légende des 12 mois
- 1981 : Captain Future
- 1981 : The Kwicky Koala
- 1981 : Shazam !
- 1981 : Onze pour une coupe
- 1981 : D'Artacán y los tres mosqueperros
- 1982 : Albator 84
- 1982 : Muteking
- 1983 : Les Schtroumpfs
- 1983 : Téléchat
- 1983 - 1985 : Dungeons & Dragons
- 1984 : Bibifoc
- 1984 : Sherlock Holmes
- 1984 : Pole Position
- 1984 : Ferdy la fourmi
- 1984 - 1989 : Los Snorkels
- 1984 - 1985 : Rainbow Brite
- 1985 - 1987 : La Burbuja Azul
- 1985 - 1987 : Care Bears
- 1985 : She-Ra: The Princess of the Power
- 1986 : Alvin and the Chipmunks
- 1986 : Ghostbusters
- 1986 - 1987 : Maple Town Monogatari
- 1987 : My Little Pony
- 1988 : Patoaventuras
- 1989 : Babar
- 1990 : Las aventuras de Peter Pan
- 1990 : Le Bateau volant
- 1991 : Cupido
- 1992 - 1993 : Los vaqueros de Moo Mesa
- 1993 : The Legends of Treasure Island
- 1994 - 1996 : Détective Bogey
- 1996 : Montana Jones
- 1996 : Jonny Quest
- 1998 : Dilbert
- 1998 : Pocket Dragon Adventures
- 1999 : Chris Colorado
- 2000 : Las aventuras de Jackie Chan
- 2000 : Joyeuses Pâques, Avril !
- 2001 - 2004 : House of Mouse